# Kompleks skoczni narciarskich w Bergschenhoek
Skocznie narciarskie w Bergschenhoek – nieistniejący kompleks dwóch skoczni narciarskich położonych w holenderskim Bergschenhoek, będących jedynymi tego typu obiektami jakie kiedykolwiek istniały w Holandii.
Wyposażone w igelit skocznie położone na terenie centrum narciarstwa i łyżwiarstwa w Bergschenhoek (niedaleko Rotterdamu) powstały w 1998 i funkcjonowały do 2004, gdy zostały wyburzone. Rekordzistą większej skoczni (K24) był Jeroen Nikkel, który w 1999 uzyskał na niej odległość 29 metrów, a rekordzistą mniejszego obiektu (K15) był Niels de Groot, który w 2000 skoczył na niej 21 metrów. Były to pierwsze i jedyne tego typu obiekty jakie funkcjonowały na terytorium Holandii. Skocznie były własnością prywatną. Mniejszy obiekt umożliwiał rozpoczynanie treningów skoków narciarskich dzieciom w wieku około 6 lat – swój pierwszy skok w życiu oddała na niej między innymi Wendy Vuik.